# Universal Volley Modena 2011-2012
Questa voce raccoglie le informazioni riguardanti l'Universal Volley Modena nelle competizioni ufficiali della stagione 2011-2012.

## Stagione
La stagione 2011-12 è per l'Universal Volley Modena, sponsorizzata dal marchio Liu Jo, la seconda consecutiva in Serie A1; in panchina viene confermato Giuseppe Cuccarini, così come parte della rosa: tra i nuovi acquisti spicca quello di Taismary Agüero, Simona Rinieri, Cynthia Barboza, Maja Ognjenović, arrivata a stagione in corso dopo la cessione di Fernanda Ferreira, e Jenny Barazza, anch'essa acquistata a campionato in corso dopo il fallimento della Spes Volley Conegliano, mentre tra le confermate restano Paola Paggi e Christa Harmotto.
L'avvio in campionato è segnato da due vittorie, mentre la prima sconfitta arriva alla terza giornata, in casa, contro la Robur Tiboni Urbino Volley: il resto del girone di andata è caratterizzato solamente da altri due successi, contro il River Volley e la Pallavolo Villanterio, e poi tutte sconfitte, che portano la squadra al settimo posto in classifica generale: la squadra si qualifica alla Coppa Italia come club organizzatore della manifestazione. Il girone di ritorno si apre con altre tre sconfitte, seguita da una vittoria contro la formazione di Piacenza ed un nuovo stop contro la Futura Volley Busto Arsizio: tuttavia la parte finale del campionato è un monologo di successi, cinque consecutivi, che spingono l'Universal Volley Modena al quinto posto in classifica generale. Nei play-off scudetto lo scontro è contro il River Volley: dopo aver vinto fuori casa gara 1, le emiliane perdono le due sfide successive venendo eliminate dalla competizione.
Qualificata alla Coppa Italia come club organizzatore, l'Universal Volley Modena accede direttamente alle semifinali dove sfida la società di Busto Arsizio: la gara è intensa e si conclude solo al tie-break, con la vittoria delle lombarde; anche la finale di consolazione, contro la Robur Tiboni Urbino Volley, si conclude al quinto set, con una nuova sconfitta ed il quarto posto finale.

## Organigramma societario
Area direttiva
- Presidente: Rino Astarita

Area tecnica
- Allenatore: Giuseppe Cuccarini
- Allenatore in seconda: Luca Chiappini
- Scout man: Gabriele Galeazzi

Area sanitaria
- Medico: Gustavo Savino
- Preparatore atletico: Antonio Votero
- Fisioterapista: Paolo Zucchi

## Rosa
| N° | Nome               | Ruolo | Data di nascita   | Nazionalità sportiva |
| -- | ------------------ | ----- | ----------------- | -------------------- |
| 1  | Dragana Marinković | C     | 19 ottobre 1982   | Serbia               |
| 3  | Fernanda Ferreira  | P     | 10 gennaio 1980   | Brasile              |
| 3  | Paola Croce        | L     | 6 marzo 1978      | Italia               |
| 4  | Federica Valeriano | S     | 15 ottobre 1985   | Italia               |
| 5  | Paola Paggi        | C     | 6 dicembre 1976   | Italia               |
| 6  | Giulia Ciabattoni  | L     | 2 gennaio 1991    | Italia               |
| 8  | Jenny Barazza      | C     | 24 luglio 1981    | Italia               |
| 10 | Laura Partenio     | S     | 29 dicembre 1991  | Italia               |
| 12 | Taismary Agüero    | S/O   | 5 marzo 1977      | Italia               |
| 13 | Christa Harmotto   | C     | 12 ottobre 1986   | Stati Uniti          |
| 14 | Cynthia Barboza    | S     | 7 dicembre 1987   | Stati Uniti          |
| 15 | Simona Rinieri     | S     | 1º settembre 1977 | Italia               |
| 17 | Francesca Mari     | P     | 30 marzo 1983     | Italia               |
| 18 | Maja Ognjenović    | P     | 6 agosto 1984     | Serbia               |

## Mercato
| Acquisti | Acquisti           | Acquisti         | Acquisti   |
| R.       | Nome               | da               | Modalità   |
| -------- | ------------------ | ---------------- | ---------- |
| S/O      | Taismary Agüero    | Villa Cortese    | definitivo |
| C        | Jenny Barazza      | inattiva         | definitivo |
| S        | Cynthia Barboza    | Dinamo Krasnodar | definitivo |
| L        | Paola Croce        | inattiva         | definitivo |
| P        | Francesca Mari     | RDM Pomezia      | definitivo |
| C        | Dragana Marinković | Spes Conegliano  | definitivo |
| P        | Maja Ognjenović    | inattiva         | definitivo |
| S        | Simona Rinieri     | Sirio Perugia    | definitivo |
| S        | Federica Valeriano | Busto Arsizio    | definitivo |

| Cessioni | Cessioni            | Cessioni           | Cessioni   |
| R.       | Nome                | a                  | Modalità   |
| -------- | ------------------- | ------------------ | ---------- |
| S        | Lucia Bacchi        | Parma              | definitivo |
| P        | Martina Balboni     | Villanterio        | definitivo |
| S/O      | Rosangela Correia   | Loreto             | definitivo |
| C        | Francesca Devetag   | Crema              | definitivo |
| C        | Slađana Erić        | Galatasaray        | definitivo |
| P        | Fernanda Ferreira   | İqtisadçı          | definitivo |
| S        | Alessandra Guatelli | Pro Victoria Monza | definitivo |
| C        | Dragana Marinković  | Eczacıbaşı         | definitivo |
| S/O      | Tereza Matuszková   | GS Caltex Seoul    | definitivo |
| L        | Sara Paris          | Casalmaggiore      | definitivo |
| S        | Manuela Secolo      | Crema              | definitivo |

## Risultati

### Serie A1

#### Girone di andata
| 1ª giornata - 9 ottobre 2011 Sporting Palace, Novara  | Asystel          | 0 - 3 | Universal Modena    | 0-25, 0-25, 0-25                  |
| 2ª giornata - 15 ottobre 2011 PalaPanini, Modena      | Universal Modena | 3 - 0 | Robursport Pesaro   | 25-16, 25-16, 25-21               |
| 3ª giornata - 23 ottobre 2011 PalaPanini, Modena      | Universal Modena | 0 - 3 | Robur Tiboni Urbino | 18-25, 18-25, 17-25               |
| 4ª giornata - 30 ottobre 2011 PalaFranzanti, Piacenza | River            | 2 - 3 | Universal Modena    | 26-24, 25-17, 16-25, 18-25, 13-15 |
| 5ª giornata - 22 novembre 2011 PalaPanini, Modena     | Universal Modena | 0 - 3 | Busto Arsizio       | 13-25, 21-25, 18-25               |
| 7ª giornata - 4 dicembre 2011 PalaRuffini, Torino     | Chieri           | 3 - 2 | Universal Modena    | 25-18, 17-25, 12-25, 25-21, 17-15 |
| 8ª giornata - 11 dicembre 2011 PalaPanini, Modena     | Universal Modena | 1 - 3 | Parma               | 24-26, 23-25, 25-20, 29-31        |
| 9ª giornata - 18 dicembre 2011 PalaRavizza, Pavia     | Pavia            | 0 - 3 | Universal Modena    | 14-25, 23-25, 23-25               |
| 10ª giornata - 26 dicembre 2011 PalaPanini, Modena    | Universal Modena | 0 - 3 | Villa Cortese       | 21-25, 13-25, 17-25               |
| 11ª giornata - 29 dicembre 2011 PalaNorda, Bergamo    | Bergamo          | 3 - 0 | Universal Modena    | 25-22, 28-26, 25-19               |

#### Girone di ritorno
| 12ª giornata - 6 gennaio 2012 PalaPanini, Modena          | Universal Modena    | 2 - 3 | Asystel          | 22-25, 25-19, 20-25, 25-20, 12-15 |
| 13ª giornata - 8 gennaio 2012 PalaCampanara, Pesaro       | Robursport Pesaro   | 3 - 2 | Universal Modena | 21-25, 25-14, 18-25, 25-21, 15-7  |
| 14ª giornata - 15 gennaio 2012 PalaMondolce, Urbino       | Robur Tiboni Urbino | 3 - 1 | Universal Modena | 22-25, 26-24, 25-22, 25-21        |
| 15ª giornata - 22 gennaio 2012 PalaPanini, Modena         | Universal Modena    | 3 - 1 | River            | 26-24, 21-25, 25-16, 25-22        |
| 16ª giornata - 4 febbraio 2012 PalaYamamay, Busto Arsizio | Busto Arsizio       | 3 - 1 | Universal Modena | 25-12, 22-25, 25-22, 25-17        |
| 18ª giornata - 19 febbraio 2012 PalaPanini, Modena        | Universal Modena    | 3 - 0 | Chieri           | 25-15, 25-21, 25-15               |
| 19ª giornata - 26 febbraio 2012 PalaRaschi, Parma         | Parma               | 0 - 3 | Universal Modena | 23-25, 12-25, 15-25               |
| 20ª giornata - 4 marzo 2012 PalaPanini, Modena            | Universal Modena    | 3 - 0 | Pavia            | 25-17, 25-14, 25-16               |
| 21ª giornata - 7 marzo 2012 PalaBorsani, Castellanza      | Villa Cortese       | 2 - 3 | Universal Modena | 17-25, 19-25, 25-23, 25-22, 11-15 |
| 22ª giornata - 11 marzo 2012 PalaPanini, Modena           | Universal Modena    | 3 - 0 | Bergamo          | 25-19, 25-23, 25-16               |

#### Play-off scudetto
| Quarti di finale (gara 1) - 14 marzo 2012 PalAguissola, Piacenza | River            | 1 - 3 | Universal Modena | 10-25, 25-27, 25-23, 20-25        |
| Quarti di finale (gara 2) - 17 marzo 2012 PalaPanini, Modena     | Universal Modena | 1 - 3 | River            | 23-25, 25-17, 22-25, 22-25        |
| Quarti di finale (gara 3) - 20 marzo 2012 PalAguissola, Piacenza | River            | 3 - 2 | Universal Modena | 17-25, 25-23, 25-22, 13-25, 15-13 |

### Coppa Italia

#### Fase a eliminazione diretta
| Semifinali - 28 gennaio 2012 PalaPanini, Modena      | Busto Arsizio    | 3 - 2 | Universal Modena    | 22-25, 25-19, 25-17, 16-25, 15-12 |
| Finale 3º posto - 29 gennaio 2012 PalaPanini, Modena | Universal Modena | 2 - 3 | Robur Tiboni Urbino | 25-22, 24-26, 22-25, 25-16, 13-15 |

## Statistiche

### Statistiche di squadra
| Competizione | Punti | In casa | In casa | In casa | In trasferta | In trasferta | In trasferta | Totale | Totale | Totale |
| Competizione | Punti | G       | V       | P       | G            | V            | P            | G      | V      | P      |
| ------------ | ----- | ------- | ------- | ------- | ------------ | ------------ | ------------ | ------ | ------ | ------ |
| Serie A1     | 31    | 11      | 5       | 6       | 12           | 6            | 6            | 23     | 11     | 12     |
| Coppa Italia | -     | -       | -       | -       | -            | -            | -            | 2      | 0      | 2      |
| Totale       | -     | 11      | 5       | 6       | 12           | 6            | 6            | 25     | 11     | 14     |

G = partite giocate; V = partite vinte; P = partite perse

### Statistiche dei giocatori
| Giocatore     | Serie A1 | Serie A1 | Serie A1 | Serie A1 | Serie A1 | Coppa Italia | Coppa Italia | Coppa Italia | Coppa Italia | Coppa Italia | Totale | Totale | Totale | Totale | Totale |
| Giocatore     | P        | PT       | AV       | MV       | BV       | P            | PT           | AV           | MV           | BV           | P      | PT     | AV     | MV     | BV     |
| ------------- | -------- | -------- | -------- | -------- | -------- | ------------ | ------------ | ------------ | ------------ | ------------ | ------ | ------ | ------ | ------ | ------ |
| T. Agüero     | 22       | 392      | 351      | 27       | 14       | 2            | 42           | 39           | 2            | 1            | 24     | 434    | 390    | 29     | 15     |
| J. Barazza    | 19       | 137      | 83       | 48       | 6        | 2            | 15           | 9            | 6            | 0            | 21     | 152    | 92     | 54     | 6      |
| C. Barboza    | 19       | 154      | 138      | 14       | 2        | 2            | 20           | 20           | 0            | 0            | 21     | 174    | 158    | 14     | 2      |
| G. Ciabattoni | 3        | -        | -        | -        | -        | 0            | -            | -            | -            | -            | 3      | -      | -      | -      | -      |
| P. Croce      | 19       | -        | -        | -        | -        | 2            | -            | -            | -            | -            | 21     | -      | -      | -      | -      |
| F. Ferreira   | 6        | 16       | 10       | 4        | 2        | -            | -            | -            | -            | -            | 6      | 16     | 10     | 4      | 2      |
| C. Harmotto   | 20       | 274      | 185      | 83       | 6        | 2            | 47           | 38           | 9            | 0            | 22     | 321    | 223    | 92     | 6      |
| F. Mari       | 8        | 6        | 3        | 2        | 1        | 0            | 0            | 0            | 0            | 0            | 8      | 6      | 3      | 2      | 1      |
| D. Marinković | 12       | 23       | 13       | 9        | 1        | 2            | 1            | 0            | 1            | 0            | 14     | 24     | 13     | 10     | 1      |
| M. Ognjenović | 11       | 42       | 25       | 14       | 3        | 2            | 4            | 4            | 0            | 0            | 13     | 46     | 29     | 14     | 3      |
| P. Paggi      | 17       | 50       | 45       | 5        | 0        | 2            | 0            | 0            | 0            | 0            | 19     | 50     | 45     | 5      | 0      |
| L. Partenio   | 16       | 72       | 60       | 10       | 2        | 2            | 3            | 3            | 0            | 0            | 18     | 75     | 63     | 10     | 2      |
| S. Rinieri    | 22       | 256      | 219      | 30       | 7        | 2            | 27           | 23           | 3            | 1            | 24     | 283    | 242    | 33     | 8      |
| F. Valeriano  | 20       | 9        | 5        | 4        | 0        | 2            | 0            | 0            | 0            | 0            | 22     | 9      | 5      | 4      | 0      |

P = presenze; PT = punti totali; AV = attacchi vincenti; MV = muri vincenti; BV = battute vincenti